# المدرسة (صنعاء القديمة)

تعديل مصدري - تعديل

حارة المدرسة هي إحدى حارات مدينة صنعاء القديمة، بلغ تعداد سكانها 2105 نسمة حسب تعداد اليمن لعام 2004.